# John Munsterhjelm
Johan (John) Hjalmar Munsterhjelm, född 11 december 1879 i Jokela, död 16 augusti 1925 i Helsingfors, var en finländsk bildhuggare. Han var son till Hjalmar Munsterhjelm.
John Munsterhjelm studerade 1902–03 vid Kunstgewerbemuseumschule i Berlin och 1904–07 vid Bildkonstakademien i Charlottenburg samt gjorde studieresor i Skandinavien, Belgien, Frankrike och Italien. Han ställde ut första gången 1904 och var den förste, som använde syntetisk granit.
Munsterhjelm utförde flera dekorativa figurer i brons och granit, till exempel springbrunnsfiguren "Saimaa" (1908) i Tammerfors, två minnesreliefer (Karl IX och dubbelporträtt av riksföreståndarna Pehr Evind Svinhufvud och Gustaf Mannerheim) på stadshusets fasad i Vasa, ett stort antal porträttskulpturer och minnesmedaljer, bland annat över sin far och Ragnar Furuhjelm, 22 hjältegravsmonument, bland annat i Karleby och Joensuu, gravmonument på bland annat faderns grav i Tulois och fyra halvfigurer på Byggnadsstyrelsens hus i Helsingfors.